# Ciutadania múltiple

Els països en verd permeten la ciutadania múltiple i els que estan en vermell no. En gris estan els països dels quals no existeix informació. En molts països la situació és més complicada que un "Si" o un "No".

La ciutadania múltiple és l'estatus d'una persona que és considerada ciutadana segons les lleis de més d'un estat independent. Les ciutadanies múltiples existeixen perquè diferents estats fan ús de requeriments de ciutadania diferents però no mútuament exclusius. Cada estat estableix els seus propis criteris per a ostentar la ciutadania. Alguns estats atorguen la ciutadania automàticament al naixement a persones el pare o mare dels quals en són ciutadans (Ius sanguinis) o a qualsevol persona que hagi nascut al seu territori (Ius soli), o mitjançant el matrimoni a persones que n'ostenten la ciutadania (juri matrimoni). Altres nacions atorguen el dret a la ciutadania per als fills dels ciutadans sota algunes circumstàncies en particular. A més a més, la ciutadania pot atorgar-se per naturalització. Tan bon punt la ciutadania ha estat atorgada, l'estat que l'ha atorgada pot o no considerar la renúncia voluntària com a vàlida.
Alguns estats consideren que les ciutadanies múltiples no són beneficioses i hi han legislat en contra; per exemple, mitjançant la pèrdua automàtica de la ciutadania si una d'altra s'adquireix voluntàriament (com ara a Malàisia, la República Popular de la Xina, l'Azerbaidjan, Dinamarca, el Japó o l'Índia) o mitjançant l'aplicació de penes criminals per fer ús d'una altra ciutadania (com a l'Aràbia Saudita). D'altres, per contra, permeten l'ús de dues o més ciutadanies.
La doble ciutadania sorgeix quan, en 1919, les dones s'emancipen als Estats Units d'Amèrica. El de no estar subordinada legalment a cap home va plantejar un problema davant la possibilitat de matrimonis entre gent amb diferents ciutadanies. Com a resposta, la Societat de Nacions va acordar la doble ciutadania a aquestes dones, dret que progressivament s'ampliaria a totes les persones conforme els homes començaren a demandar-ho també.